# Святой Франсиско де Борха и умирающий нераскаявшийся грешник

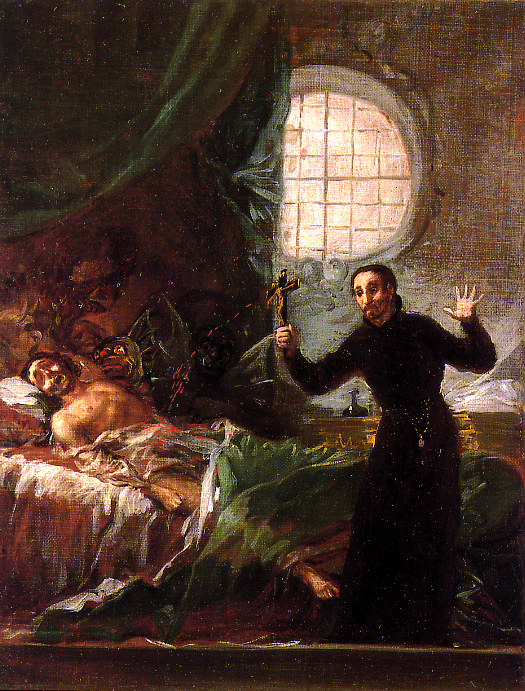
Подготовительный эскиз, 38 х 29 см, частная коллекция

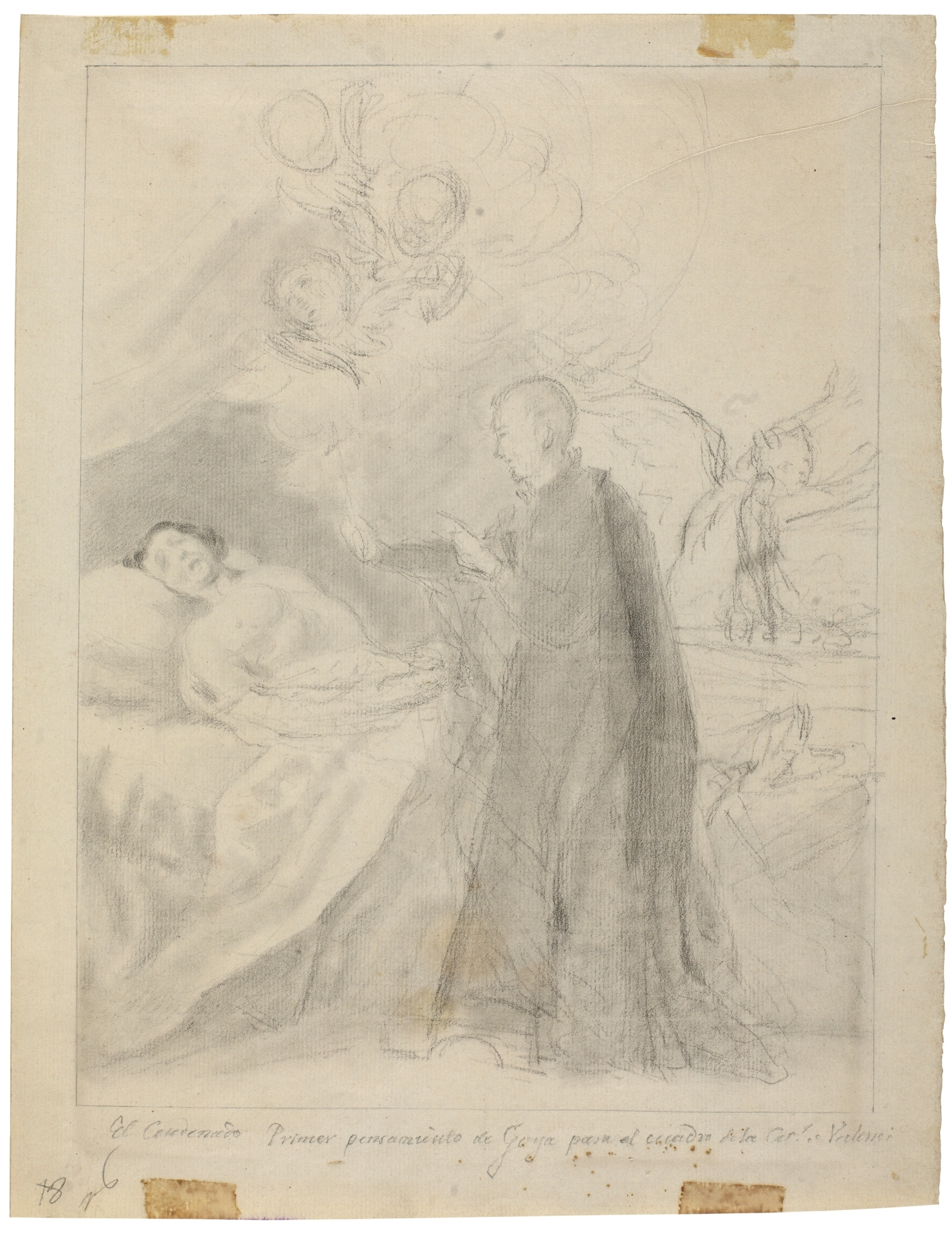
Подготовительный рисунок, карандаш, 35,2 х 27,3 см, Прадо

«Святой Франсиско де Борха и умирающий нераскаявшийся грешник» (исп. San Francisco de Borja y el moribundo impenitente) или «Святой Франсиско де Борха у постели умирающего грешника» (исп. San Francisco de Borja asistiendo a un moribundo) — картина испанского художника Франсиско Гойи, написанная маслом на холсте и ныне находящаяся в Валенсийском соборе.

## История создания
В 1787—1788 годах Мария Хосефа Пиментель и Тельес-Хирон, герцогиня Осуна, затеяла реконструкцию капеллы святого Франсиско Борджа в Валенсийском соборе. Святой, который при жизни был герцогом Гандия и маркизом де Ломбай, приходился предком герцогине Осуна. Для капеллы были заказаны три новых картины со сценами из жизни святого. Главная из них, «Святой Франсиско де Борха над телом императрицы Изабеллы», была написана художником Мариано Сальвадором Маэльей. Гойя, пользовавшийся покровительством герцогов Осуна, получил заказ на создание двух картин для боковых стен капеллы: «Святой Франсиско де Борха прощается со своей семьёй» и «Святой Франсиско де Борха и умирающий нераскаявшийся грешник». Крупноформатные полотна были закончены к 16 октября 1788 года, так как эта дата значится в счёте за них, который Гойя выписал герцогине на сумму 30 000 реалов. Эти картины прославляли третьего генерала Общества Иисуса (иезуитов) всего лишь через 20 лет после роспуска и изгнания его ордена из Испании. Эти два полотна Гойи существенно отличаются друг от друга: первое носит характер предромантического исторического произведения, а на втором изображены демоны, характерные для более поздних работ Гойи.
Франсиско Борджа родился в 1510 году в Гандии (Валенсия). Он происходил из влиятельного рода Борджиа, получил аристократическое образование, служил при дворе короля Карла V Габсбурга. Он женился на Леонор де Кастро и имел восемь детей. Как доверенное лицо короля, в 1539 году ему было поручено доставить тело покойной королевы Изабеллы Португальской из Толедо в Гранаду. По прибытии в город Франсиско пришлось открыть гроб, чтобы доказать, что в нём находится тело королевы. Вид разлагающегося тела некогда прекрасной правительницы так потряс его, что он решил «никогда больше не служить смертному правителю». После смерти своей супруги в 1546 году он присоединился к недавно образованному ордену иезуитов, отказавшись от мирских благ и титулов.

## Описание

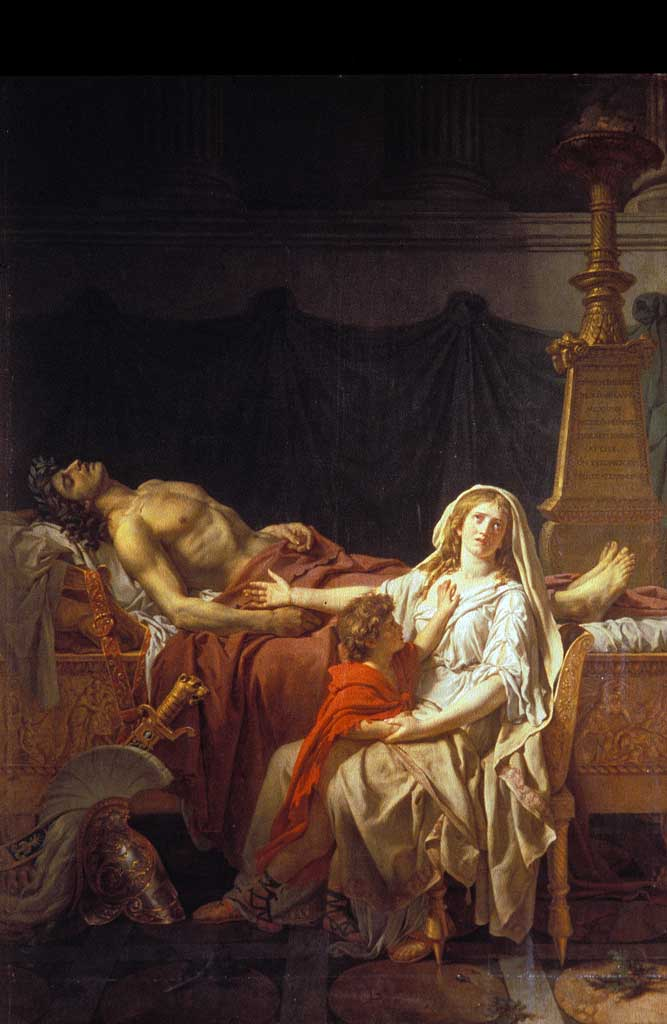
«Андромаха, оплакивающая Гектора», Жак-Луи Давид, 1783 год

На полотне Гойи изображён один из популярных мотивов в иезуитской иконографии — чудо святого Франсиско, которого привели к закоренелому грешнику, отказавшемуся от обряда елеосвящения. Рана Христа на распятии, обращённым святым Франсиско к не желающему раскаиваться грешнику, закровоточила, изливаясь в направлении умирающего. Тот испускает последний вздох, проклиная Христа, и бесы забирают его душу.
Гойя достоверно представил легендарный эпизод из жизни святого. Действие происходит в тёмной комнате, свет в которую пробивается лишь через круглое окно, наполовину прикрытое зелёной занавеской. В правой части полотна расположен святой Франсиско в простом чёрной одеянии. В руке он держит распятие, на столе позади него находится ёмкость с маслом для елеосвящения. Он молится о спасении души умирающего, который отказывается покаяться. Кровь течёт из ран Христа, очищая грешника и изгоняя бесов из его тела. На лице святого читается страх и удивление перед свершающимся чудом. Демоны, притаившиеся за душой умирающего человека, кучкуются за кроватью, окружённые красным свечением, напоминающим адский огонь. Эта картина стала первой работой Гойи, на которой изображены фантастические монстры и чудовища, плоды воображения художника, характерные для его более поздних работ, например, серии офортов «Капричос». При их изображении художник вдохновлялся испанским средневековым искусством. Художник заменил этими демонами херувимов, обычно сопровождавших фигуры святых.
Зелёная занавесь делит композицию на две части: правая — это пространство святого с распятием, а левая — грешника с бесами. Мужчина, умирающий от боли, лежит полуголый в постели, его резко выделенная обмякшая нога высовывается из-под простыни. Лицо искажено агонией, цвет кожи как у мертвеца. То, как Гойя нарисовал это тело, предвосхищает собой стиль, характерный для его более поздних «Мрачных картин». Грудь раздувается, как бы скрывая внутри демона, который борется со святым за душу грешника. Испанский искусствовед Альфонсо Перес Санчес отмечал композиционное сходство полотна Гойи с «Андромахой, оплакивающей Гектора» Жака-Луи Давида, особенно в положении тела. Эта картина 1783 года обеспечила Давиду место в парижской академии, но неизвестно, был ли Гойя знаком с этой работой. Историки искусства предполагают, что Гойя отправился во Францию в 1787 году и, возможно, тогда познакомился с творчеством Давида.
Для картины характерна сильная экспрессия, что отличает её от других религиозных произведений Гойи того же периода и свидетельствует о нелинейной эволюции стиля живописца. Мрачная атмосфера этой картины контрастирует со «Смертью святого Иосифа», которую Гойя написал годом ранее. Та картина наполнена тёплым светом, миром и любовью, в то время как здесь умирающий грешник наполнен чувствами напряжения и страха. Искусствовед Санчес Кантон связывает эту картину с «Откровением Иоанна Франциска Режиса» Мишеля-Анжа Уасса. Силуэт святого Франсиско де Борха напоминает силуэт другого святого с картины Гойи «Проповедь Сан-Бернардино Сиенского перед Альфонсо V Арагонским».
При работе над этой картины Гойя использовал быстрые, решительные мазки с большим количеством краски. Выделяются тёплые оттенки зелёного и аура святого.

## Подготовительные наброски
Сохранились два подготовительных наброска. Первый, выполненный карандашом на бумаге, более академичен. Сцена гораздо мягче — святой спокоен и собран, а лежащий в постели грешник кажется смиренным. Над ними витают три херувима, а в правой части полотна изображён убегающий крылатый дьявол. Композиция второго этюда, выполненного маслом, преимущественно повторяет итоговый результат, но есть небольшие отличия. Чудовища на эскизе более устрашающие и звероподобные: рядом с рогатым демоном, изображённым в профиль слева, находится козлиная голова. За ней расположилось ещё одно чудовищное существо с большими красными глазами. Остальное пространство занимает тёмный крылатый демон, упирающийся когтями в кровать. Тело грешника более искривлено, он сжимает кулаки и размахивает ногами, о чём свидетельствуют блики, отображённые Гойей на зелёном одеяле. У святого нет нимба, он стоит ближе к умирающему и смотрит в пол, чтобы не созерцать страшного вида грешника, окрапляемого кровью Христовой, текущей с распятия. Окно украшено гипсовым карнизом, отсутствующим в итоговом полотне, а прутьев в оконной решётке значительно меньше. По мнению британской исследовательницы Джульет Уилсон-Баро, Гойя изменил некоторые детали, чтобы добиться более сдержанного эффекта, подходящего для картины, украшающей собор.

## Провенанс
С момента своего создания в 1788 году и до нынешних времён картина неизменно находится в Валенсийском соборе. Эскиз, выполненный маслом, находился в частной коллекции Франсиско де Асебаля-и-Арратии. Затем он попал в частную коллекцию маркизов де Санта-Крус, где и поныне хранится. Набросок, сделанный мелом, находится в собрании музея Прадо.